# Боржес, Умберлито
Умберли́то Бо́ржес Тейше́йра, либо просто Боржес (порт. Humberlito Borges Teixeira; 5 октября 1980, Салвадор) — бразильский футболист, нападающий.

## Биография
До 23 лет играл за клубы низших лиг. В 2004 году выступал за «Сан-Каэтано», который в то время был одним из сильнейших клубов Бразилии.
В 2005 году, выступая за «Парану», стал вторым снайпером чемпионата Бразилии с 19 голами. Умберлито лишь на 3 гола отстал от Ромарио. Затем футболист ненадолго уехал в Японию, где стал лучшим бомбардиром 2 дивизиона.
По возвращении в Бразилию стал выступать за набравший обороты «Сан-Паулу». В 2007 году 7 голов в чемпионате страны позволили ему разделить лавры лучшего бомбардира своего клуба с Дагоберто и Рожерио Сени.
В 2008 году Боржес отметился десятью забитыми голами в Лиге Паулисте. Кроме того, в чемпионате Бразилии 2008 футболист забил 16 мячей. 8 ноября того же года впервые отметился хет-триком в ворота «Португезы». «Сан-Паулу» в очередной раз стал чемпионом Бразилии, а Боржес попал в символическую сборную чемпионата, получив Серебряный мяч.
В 2009 году Боржес стал лучшим бомбардиром своего клуба в Кубке Либертадорес. За 3 тура до конца чемпионата «Сан-Паулу» лидирует в турнирной таблице Серии A.
В 2010 году Боржес перешёл в «Гремио» вместе со своим одноклубником из «Сан-Паулу» Леандро. Дебютировал за «Гремио» в матче против «Пелотас».
30 мая 2011 года подписал контракт с клубом «Сантос» сроком до 31 декабря 2012 года. 5 июля 2012 года Боржес расторг контракт с «Сантосом».
10 июля 2012 года игрок подписал контракт с «Крузейро» сроком до конца 2014 года. 15 июля 2012 года форвард дебютировал за «Крузейро» в домашнем матче 9 тура чемпионата Бразилии 2012 против «Гремио». 22 июля 2012 года в матче 11-го тура чемпионата Бразилии против «Фламенго» на 44-й минуте Боржес забил единственный в матче гол и свой 1-й за клуб из Белу-Оризонти. Помог своей команде в 2013 году стать чемпионом Бразилии.
28 сентября 2011 года дебютировал за сборную Бразилии в ответном матче Суперкласико Америки против сборной Аргентины (вышел в основе и на 73-й минуте был заменён на Фреда).

## Достижения
Командные
- Чемпион Бразилии (4): 2007, 2008, 2013, 2014
- Чемпион Лиги Паулисты (1): 2012
- Чемпион Лиги Минейро (1): 2014

Личные
- Серебряный мяч участнику символической сборной чемпионата Бразилии (1): 2008
- Лучший бомбардир чемпионата Бразилии (1): 2011
- Лучший бомбардир 2 дивизиона чемпионата Японии (1): 2006